# فرامرزکلا
فرامرزکلا، روستایی است از توابع بخش نارنجستان شهرستان سوادکوه شمالی در استان مازندران ایران.

## جمعیت
این روستا در دهستان هتکه قرار دارد و براساس سرشماری مرکز آمار ایران در سال ۱۳۸۵، جمعیت آن ۵۶۱ نفر (۱۴۳خانوار) بوده‌است. مردم این روستا به زبان طبری گویش میکنند.